# Nieuwmarkt (metrostation)
Station Nieuwmarkt is een station van de Amsterdamse metro in het stadsdeel Centrum. 

## Station
Het station is gelegen nabij het gelijknamige plein, de Nieuwmarkt. De metrolijnen 51, 53 en 54 hebben een halte op dit station. In het station zijn afbeeldingen te zien die herinneren aan de geschiedenis van de buurt, inclusief de rellen van 1975, toen er in deze buurt veel verzet was tegen het slopen van huizen voor de bouw van de metrotunnel.
Het station heeft twee stationshallen boven de beide uiteinden van het perron, die beiden oorspronkelijk twee uitgangen kenden. In de noordhal zijn dat Nieuwmarkt en Koningsstraat, in de zuidhal Nieuwe Hoogstraat en Snoekjessteeg. Op uitgang Nieuwmarkt (Chinatown (Amsterdam)) na zijn alle uitgangen opgenomen in de nieuwe woonbebouwing, die in de jaren ’80 op en rondom het metrotracé werd gerealiseerd.
In het station zijn diverse kunstwerken aangebracht. In de noordhal is dat een verbrokkelde muur met een slopersbal, vervaardigd door Jan Sierhuis. In de zuidhal is dit een houten paalfundering, vervaardigd door Louis van Gasteren. De scheuren en gaten in de perronwanden zijn vervaardigd door Bert Griepink. De lijsten met de (sinds jaren deels overgeschilderde) zwart-witfoto's en de gebroken spiegels zijn gemaakt door Roel van den Ende. De tekst die in de perronbekleding is opgenomen "Wonen is geen gunst maar een recht" is van buurtbewoonster en anti-metro/anti-sloop activiste Tine Hofman.
Om de overlast van drugsverslaafden te verminderen en de beheersbaarheid van het station te vergroten is de uitgang Snoekjessteeg enige jaren geleden afgesloten. Het stuk uitgang op straatniveau op de hoek van deze steeg en de Sint Antoniesbreestraat is met twee puien afgeschermd en tegenwoordig in gebruik als een souvenir- en geschenkenwinkel. De roltrap bevindt zich echter nog steeds achter in deze winkel. Het stuk uitgang op halniveau is eveneens dichtgezet en nu in gebruik als kantoor voor de toezichthouders.
In 2017/2018 kreeg het station een opknapbeurt waarbij Koninklijke Tichelaar Makkum een nieuw naambord leverde in tegelwerk.

## Ingang Nieuwmarkt
De ingang Nieuwmarkt werd geprojecteerd voor Flesseman, alwaar tot de metrobouw twee telefooncellen van de PTT stonden. Hier werd een inganggebouwtje van de hand van Sier van Rhijn en Ben Spangberg neergezet, zoals aangetroffen bij andere metro-ingangen. Zij ontwierpen een gebouwtje van beton en glas in de stijl van het brutalisme, een stijl die in het hele metrostation te vinden is. De sporen van de bekistingen zijn vooral te zien in de kolommen en keerwanden.   Los van die ingang stond een losstaande liftschacht. In 1990 sneuvelde het gebouwtje, er was volgens bewoners van Flesseman sprake van hangjongeren en drugsverslaafden. Het werd vervangen door een roltrap die vanuit het station zomaar de open lucht in ging. Bij de renovatie, die hier in de winter 2017/2018 plaatsvond kreeg het weer een overkapping. Daarbij greep Group A terug op het ontwerp van Van Rhijn en Spangburg met de typische betonconstructie kwam niet terug. Wel kwamen terug de glasconstructies in donkergrijze sponningen en de rode ingangspartij; deze werd echter in een modernere lichtere versie gezet Ook de liftschacht kreeg een opknapbeurt. 

## Afbeeldingen

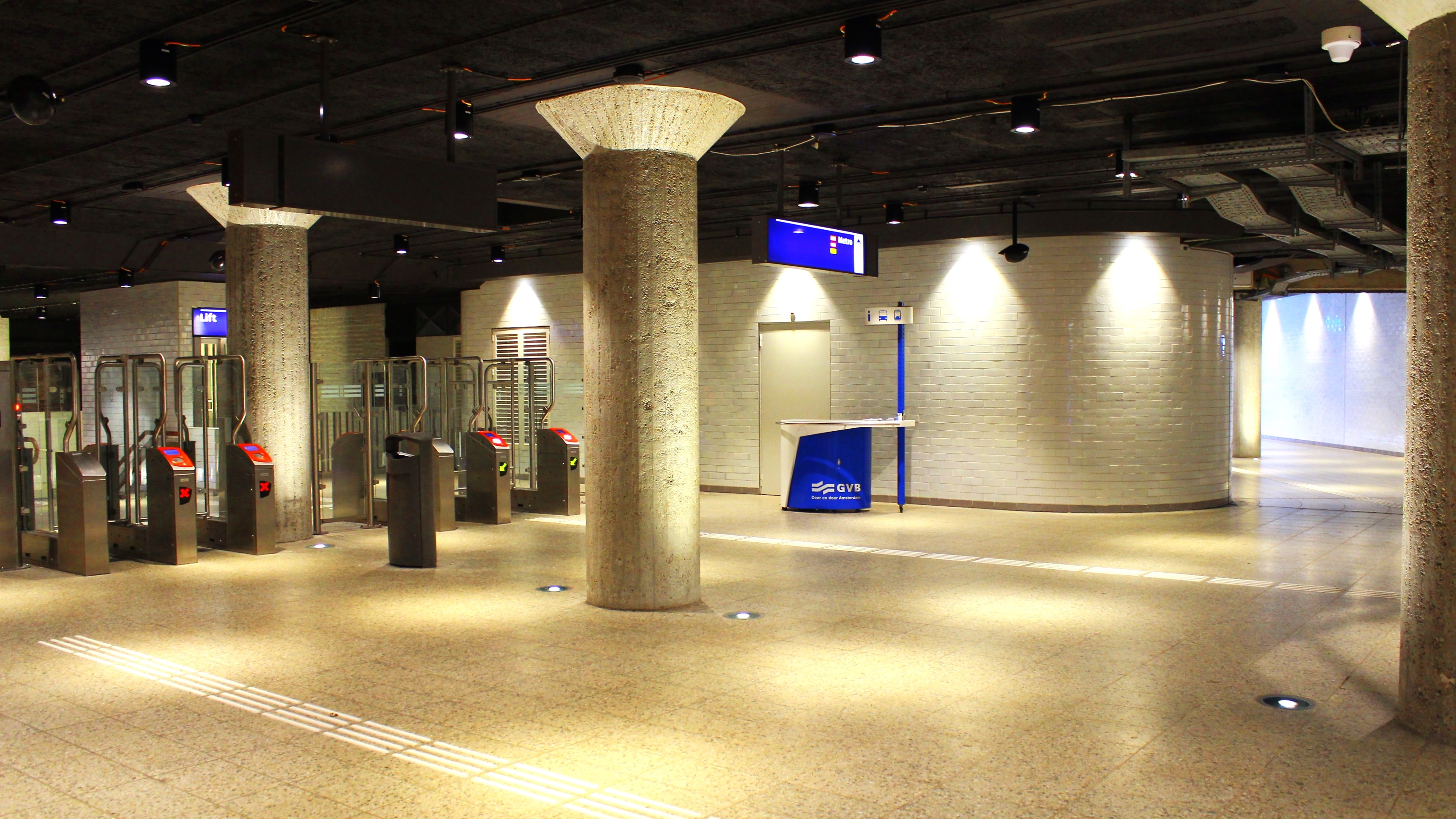
Noordingang Koningstraat (2022)
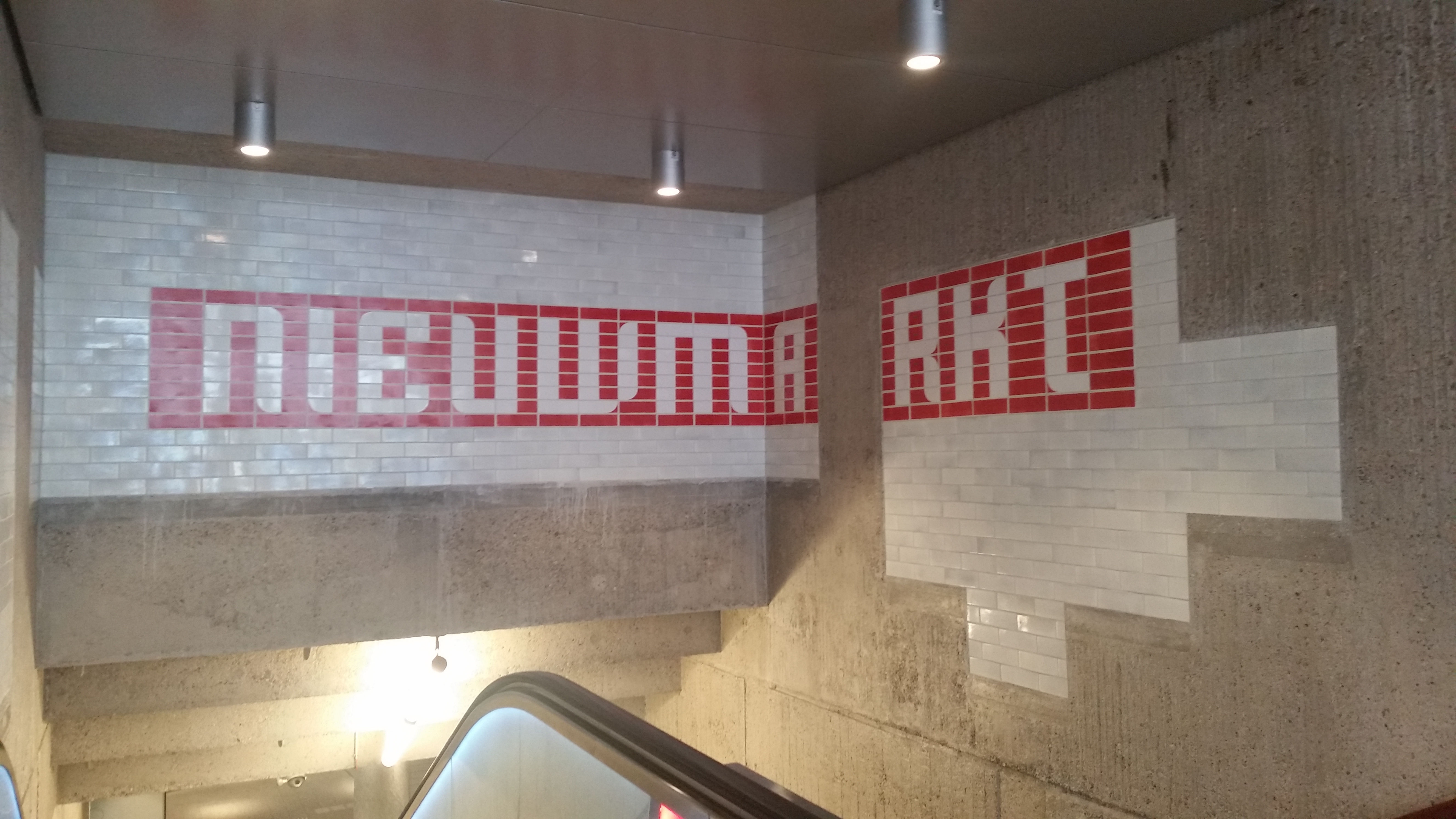
Naambord (2018)
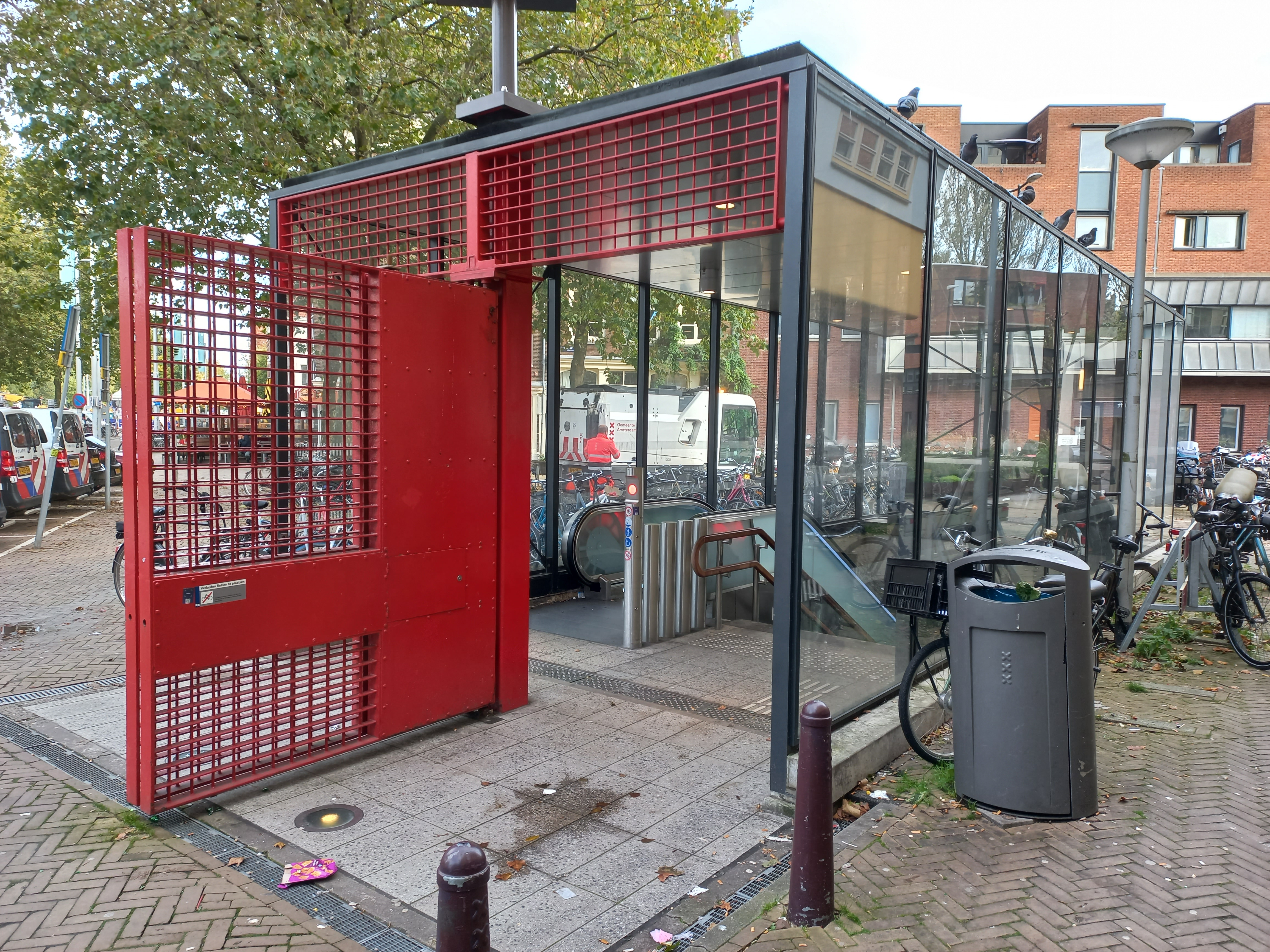
Metroingang Nieuwmarkt (oktober 2023)
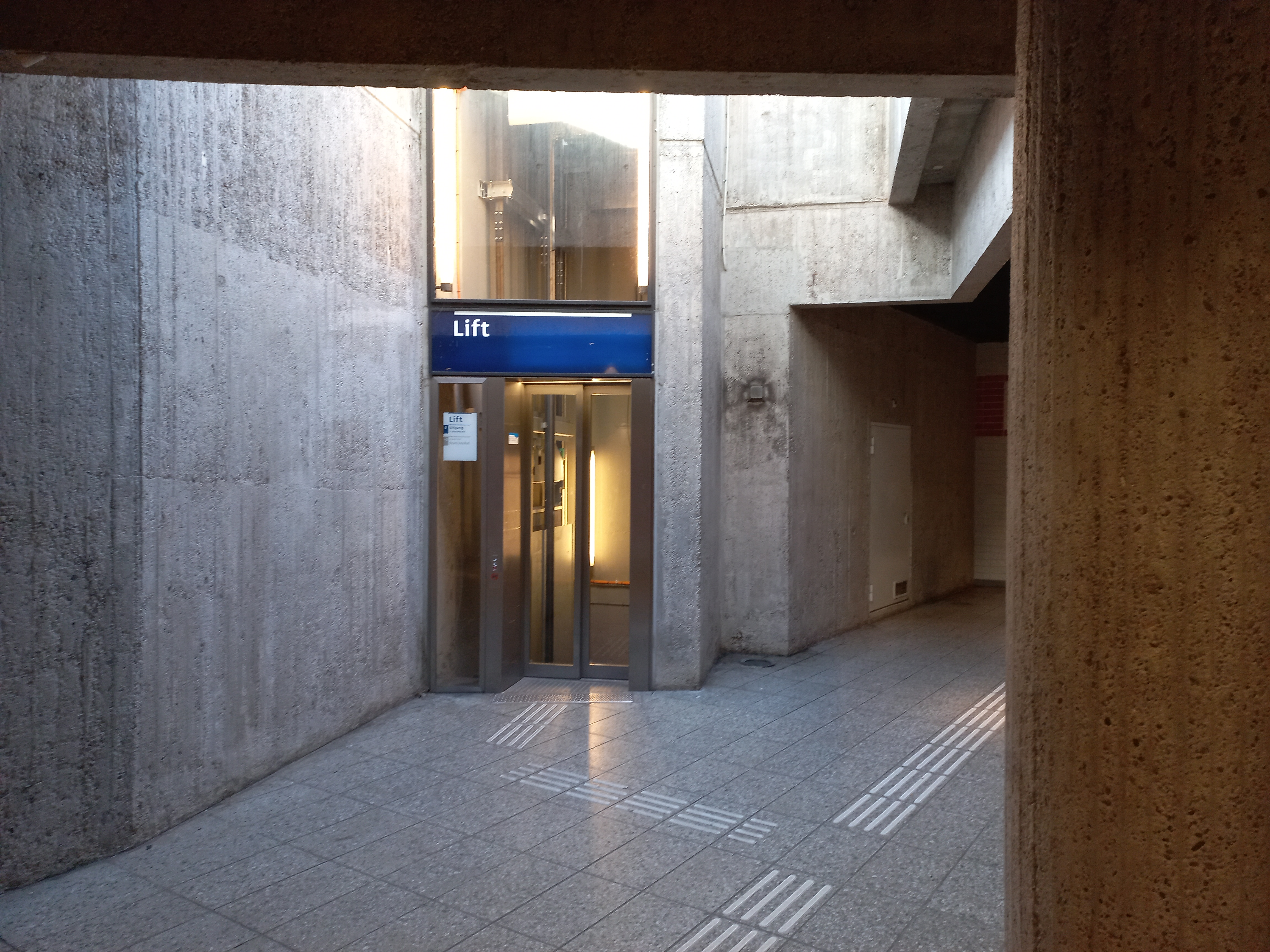
Metroingang Nieuwmarkt met grof betonwerk (november 2023)

Centraal Station (NS) ·
Nieuwmarkt ·
Waterlooplein ·
Weesperplein ·
Wibautstraat ·
Amstelstation (NS) ·
Spaklerweg ·
Overamstel ·
Station RAI (NS) ·
Station Zuid (NS) ·
Amstelveenseweg ·
Henk Sneevlietweg ·
Heemstedestraat ·
Station Lelylaan (NS) ·
Postjesweg ·
Jan van Galenstraat ·
De Vlugtlaan ·
Station Sloterdijk (NS) ·
Isolatorweg
Centraal Station (NS) ·
Nieuwmarkt ·
Waterlooplein ·
Weesperplein ·
Wibautstraat ·
Amstelstation (NS) ·
Spaklerweg ·
Van der Madeweg ·
Venserpolder ·
Station Diemen Zuid (NS) ·
Verrijn Stuartweg ·
Ganzenhoef ·
Kraaiennest ·
Gaasperplas
Centraal Station (NS) ·
Nieuwmarkt ·
Waterlooplein ·
Weesperplein ·
Wibautstraat ·
Amstelstation (NS) ·
Spaklerweg ·
Van der Madeweg ·
Station Duivendrecht (NS) ·
Strandvliet ·
Station Bijlmer ArenA (NS) ·
Bullewijk ·
Holendrecht (NS) ·
Reigersbos ·
Gein